# Macinhata da Seixa
Pour les articles homonymes, voir Macinhata.
Macinhata da Seixa est une ancienne paroisse civile portugaise (en portugais : freguesia) de la municipalité d'Oliveira de Azeméis dans le district d'Aveiro.
La loi no 11-A/2013 du 28 janvier 2013, portant réorganisation administrative du territoire des freguesias, fusionne Macinhata da Seixa avec les paroisses voisines d'Oliveira de Azeméis, Santiago de Riba-Ul, Ul et Madail pour former l’União das freguesias de Oliveira de Azeméis, Santiago de Riba-Ul, Ul, Macinhata da Seixa e Madail (dont le siège est à Oliveira de Azeméis).